# This Beautiful City
This Beautiful City ist ein kanadisches Filmdrama vom ebenfalls kanadischen Produzent, Drehbuchautor und Regisseur Ed Gass-Donnelly. Der Film wurde 2008 veröffentlicht, zuvor fand die Premiere des Films 2007 beim Toronto International Film Festival statt. Der Film behandelt das Leben von fünf frei erfundenen Charakteren in Downtown, in Toronto.

## Handlung
Johnny ist ein Kokain-Süchtiger, welcher versucht, seine prostituierte Freundin, Pretty, zu überreden, in eine andere Stadt zu ziehen, um endlich ein neues Leben zu beginnen, während Harry und Carol ein recht wohlhabendes Paar sind. Die Charaktere treffen aufeinander, als Carol versucht, Suizid zu begehen, indem sie sich von dem Balkon ihrer Wohnung in die Gasse stürzt, wenige Meter entfernt von Johnny und Pretty. Ein Polizist findet sie auf dem Boden liegend. Und nach und nach fangen sich die Leben der zwei Paare an, zu verflechten.

## Soundtrack
Der Soundtrack des Films beinhaltet unter anderem Lieder von Bry Webb, den Sunparlour Players, Buck 65, Jewish Legend und Sebastien Grainger.

## Hintergrund
Der Film wurde nur vereinzelt veröffentlicht. Darunter zählt nicht Deutschland.
In Kanada wurde This Beautiful City am 11. September 2007, in den USA am 4. April 2008, in Tschechien am 9. Juli 2008 und schlussendlich in Dänemark am 18. April 2009 veröffentlicht. Die DVD-Premiere fand in Kanada am 21. Oktober 2008 statt.

## Rezeption
Die auf der Filmkritik-basierten Website Rotten Tomatoes wertete 17 % den Film positiv. Die durchschnittliche Wertung liegt bei 3,8/10 Punkten. Der Anteil des positiv gestimmten Publikums lag mit 36 % etwas höher; es vergab 2,7/5 Punkte.

## Auszeichnungen und Nominierungen
Der Film wurde für vier Genies bei den 29th Genie Awards für die Kategorien: Bester Schauspieler, Bestes Originales Lied, Bester Ton und Beste Tonbearbeitung nominiert.